# Express Yourself (bài hát của Madonna)
"Express Yourself" là một bài hát của nghệ sĩ thu âm người Mỹ Madonna nằm trong album phòng thu thứ tư của cô, Like a Prayer (1989). Nó được phát hành như là đĩa đơn thứ hai trích từ album vào ngày 9 tháng 5 năm 1989 bởi Sire Records. Bài hát còn xuất hiện trong nhiều album tuyệt phẩm của Madonna như The Immaculate Collection (1990) và Celebration (2009). "Express Yourself" được viết lời và sản xuất bởi Madonna và Stephen Bray, và là bài hát đầu tiên được thực hiện cho Like a Prayer. Ngoài ra, nó được tạo nên như là một tác phẩm tri ân đến ban nhạc Sly & the Family Stone.
"Express Yourself" là một bản dance-pop thể hiện quyền lợi của phụ nữ trong cuộc sống, không bao giờ cho rằng vị trí thứ hai là tốt nhất và luôn bày tỏ chính kiến của bản thân. Nội dung bài hát còn đề cập đến việc bác bỏ những thú vui vật chất và chỉ chấp nhận những điều tốt nhất cho bản thân mình. Nó nhận được những phản ứng tích cực từ các nhà phê bình âm nhạc, trong đó họ ủng hộ thông điệp về bình đẳng giới của nó và gọi đây là một bài ca tự do, khuyến khích phái nữ và tất cả các dân tộc bị áp bức. Về mặt thương mại, "Express Yourself" đạt vị trí thứ hai trên bảng xếp hạng Billboard Hot 100, trở thành đĩa đơn thứ 15 liên tiếp của Madonna lọt vào top 5 ở Hoa Kỳ. Trên thị trường quốc tế, bài hát đứng đầu các bảng xếp hạng ở Canada, Ý, Thụy Sĩ, và lọt vào top 10 ở tất cả các quốc gia nó xuất hiện.
Video ca nhạc cho "Express Yourself" được đạo diễn bởi David Fincher, và lấy cảm hứng từ bộ phim kinh điển của Fritz Lang Metropolis (1927). Với tổng ngân sách thực hiện là 5 triệu đô-la (118 triệu đô-la tính đến thời giá năm 2025), nó trở thành video đắt giá nhất từng được thực hiện lúc bấy giờ, và hiện tại là video tốn kém thứ ba mọi thời đại. Video miêu tả một thành phố lớn với nhiều tòa nhà chọc trời và các tuyến đường sắt, trong đó Madonna hóa thân thành một người phụ nữ quyến rũ và quyền lực, với nhóm đàn ông cơ bắp là nhân viên của cô. Sau đó, cô chọn một trong số họ, được diễn xuất bởi người mẫu Cameron Alborzian - là nhân tình của cô. Sau khi phát hành, nhiều nhà phê bình lưu ý rằng hình ảnh nam tính của Madonna trong video đại diện cho thế hệ phụ nữ sẵn sàng đứng lên giành tiếng nói cho mình. Nó đã nhận được nhiều lời tán dương từ giới chuyên môn, lọt vào danh sách những video xuất sắc nhất mọi thời đại của nhiều tổ chức âm nhạc và chiến thắng ba giải Video âm nhạc của MTV trên tổng số năm đề cử.
Madonna đã trình diễn "Express Yourself" trong bốn chuyến lưu diễn thế giới trong sự nghiệp của cô, và được hát lại bởi dàn diễn viên nữ của bộ phim truyền hình Glee, trong tập phim tôn vinh những thành tựu của nữ ca sĩ "The Power of Madonna". Thành công của bài hát và video ca nhạc của nó đã được ghi nhận trong việc thể hiện sự tự do và các khía cạnh nữ quyền, đi ngược với bản chất trọng nam khinh nữ trước đây. Bài hát cũng để lại những dấu ấn vào nhiều tác phẩm của những nghệ sĩ đương đại, bao gồm Spice Girls, Kylie Minogue, Christina Aguilera và Lady Gaga.

## Danh sách bài hát
| - Đĩa 7" tại Mỹ 1. "Express Yourself" (bản 7") – 4:30 2. "The Look of Love" (bản album) – 4:00 - Đĩa 12" tại Mỹ 1. "Express Yourself" (Non-Stop Express Mix) – 7:57 2. "Express Yourself" (Stop & Go Dubs) – 10:49 3. "Express Yourself" (Local Mix) – 6:26 4. "The Look of Love" (bản album) – 4:00 - Đĩa CD 3" tại Vương quốc Anh 1. "Express Yourself" (Non Stop Express Mix) – 7:57 2. "Express Yourself" (Stop & Go Dubs) – 10:49 - Đĩa 12" maxi tại Đức 1. "Express Yourself" (Non Stop Express Mix) – 7:57 2. "Express Yourself" (Stop & Go Dubs) – 10:49 | - Đĩa CD 3" tại Nhật 1. "Express Yourself" (bản album) – 4:37 2. "The Look of Love" (bản album) – 4:00 - Đĩa EP tại Nhật 1. "Like a Prayer" (12" Dance Mix) – 7:50 2. "Like a Prayer" (12" phối mở rộng) – 7:21 3. "Like a Prayer" (Churchapella) – 6:05 4. "Like a Prayer" (12" Club) – 6:35 5. "Like a Prayer" (7" phối lại) – 5:41 6. "Express Yourself" (Non-Stop Express Mix) – 7:57 7. "Express Yourself" (Stop & Go Dubs) – 10:49 8. "Express Yourself" (Local Mix) – 6:26 |

## Xếp hạng
| Bảng xếp hạng (1989)                  | Vị trí cao nhất |
| ------------------------------------- | --------------- |
| Úc (ARIA)                             | 5               |
| Áo (Ö3 Austria Top 40)                | 5               |
| Bỉ (Ultratop 50 Flanders)             | 3               |
| Canada (RPM)                          | 1               |
| Canada Dance/Urban (RPM)              | 1               |
| Châu Âu (European Hot 100 Singles)    | 1               |
| Pháp (SNEP)                           | 7               |
| Đức (Official German Charts)          | 3               |
| Ireland (IRMA)                        | 3               |
| Ý (FIMI)                              | 1               |
| Hà Lan (Dutch Top 40)                 | 5               |
| Hà Lan (Single Top 100)               | 5               |
| New Zealand (Recorded Music NZ)       | 2               |
| Na Uy (VG-lista)                      | 4               |
| Tây Ban Nha (PROMUSICAE)              | 3               |
| Thụy Điển (Sverigetopplistan)         | 3               |
| Thụy Sĩ (Schweizer Hitparade)         | 1               |
| Anh Quốc (OCC)                        | 5               |
| Hoa Kỳ Billboard Hot 100              | 2               |
| Hoa Kỳ Adult Contemporary (Billboard) | 12              |
| Hoa Kỳ Dance Club Songs (Billboard)   | 1               |

| Bảng xếp hạng (1989)                 | Vị trí |
| ------------------------------------ | ------ |
| Australia (ARIA)                     | 28     |
| Belgium (Ultratop 50 Flanders)       | 43     |
| Canada (RPM)                         | 8      |
| Canada Dance/Urban (RPM)             | 22     |
| Europe (European Hot 100 Singles)    | 21     |
| Germany (Official German Charts)     | 32     |
| Italy (FIMI)                         | 16     |
| Netherlands (Dutch Top 40)           | 63     |
| Netherlands (Single Top 100)         | 51     |
| New Zealand (Recorded Music NZ)      | 33     |
| Norway Spring Period (VG-lista)      | 13     |
| Switzerland (Schweizer Hitparade)    | 12     |
| UK Singles (Official Charts Company) | 85     |
| US Billboard Hot 100                 | 55     |
| US Dance Club Songs (Billboard)      | 12     |

## Chứng nhận
| Quốc gia                                                                           | Chứng nhận | Số đơn vị/doanh số chứng nhận |
| ---------------------------------------------------------------------------------- | ---------- | ----------------------------- |
| Úc (ARIA)                                                                          | Vàng       | 35.000^                       |
| Brasil (Pro-Música Brasil)                                                         | Vàng       | 50,000*                       |
| Hà Lan (NVPI)                                                                      | Vàng       | 75.000^                       |
| Anh Quốc (BPI)                                                                     | Bạc        | 200.000^                      |
| Hoa Kỳ (RIAA)                                                                      | Vàng       | 500.000^                      |
| * Chứng nhận dựa theo doanh số tiêu thụ. ^ Chứng nhận dựa theo doanh số nhập hàng. |            |                               |